# Походження Сирени (камбоджійська казка)
Die Entstehung der Sirenen (кхмерська: រឿងដើមកំណើតសត្វផ្សោត; англійська: «Походження Сирени») — камбоджійська народна казка, опублікована Рюдігером. Gaudes, де дівчина живе з деревним богом у формі пітона, який забезпечує її та її сім'ю скарбами, тоді як інша сім'я намагається отримати таке ж багатство, знайшовши іншого пітона та випадково дозволивши своїй доньці з'їсти її.
Казка пов'язана з міжнародним циклом «Тварина як наречений», де героїня виходить заміж за чоловіка в образі тварини, який виявляє, що він людина. У цьому випадку героїня виходить заміж за чоловіка в образі тварини, який стає людиною, а інша дівчина виходить заміж за справжню тварину і гине. Варіанти оповіді розташовані в Індії та Південно-Східній Азії.

## Переклади
Французька дослідниця Соланж Тьєррі переклала казку, яка спочатку називалася Rÿoeṇ ṭoen kaṁnoet satv phsot, на французьку мову під назвою Histoire de la naissance de l'animal phsot («Розповідь про походження тварини Phsot»), яку вона отримала від кхмерської особи на ім'я Конг Чандан з Prey Vien. Розповідь також була перекладена німецькою письменницею Рут Захер як Die Geburt des Delphins («Народження дельфіна»), також походить від кхмерів.

## Резюме
Люди в селі шанують і поклоняються великому фіговому дереву (toem jrai, у тексті Тьєррі), де вони будують вівтар із чоловічою та жіночою фігурами (так звані «Neak-ta» у Gaudes), яким вони роблять жертви за багатство та процвітання. У казці також згадується, що «король дерева» («Waldgott», «лісове божество», у перекладі Захера) прожив багато років на фіговому дереві. У селі жінка народила дівчинку. Коли вона постаріла, вона йде, щоб принести жертву вівтарю, коли девата (дух, який живе в дереві) закохується в неї, ніби він знає її з іншого часу. Він розмірковує над значенням цього почуття і радиться з богом Індрою (Преах Ен, у тексті Гаудеса). Божество пояснює, що в попередньому житті і девата, і дівчина були чоловіком і дружиною і хотіли знову перевтілитися як чоловік і дружина. Бог дерева жив відлюдником, розлучився зі своєю дружиною, і вони розлучилися в цьому житті.
У світлі цього одкровення девата думає про те, щоб благати Індру померти й відродитися як людина, щоб він міг бути зі своєю дружиною, але відкидає цей спосіб дій, оскільки людські життя швидкоплинні. Таким чином, він вирішує проявити себе дівчині, але як змія (пітон), щоб він міг пояснити їй, що він її Ку-Пренг, відроджений як дух дерева, і вони знову можуть бути разом. Він перетворюється на пітона і вночі пробирається до кімнати дівчини, де розкриває життя їхніх минулих втілень. Дівчина ставить під сумнів претензії девата, тож, як доказ його здібностей, він повертається в людську форму, перетворюючись на красивого юнака та проводячи з нею ніч. Девата каже, що вона не повинна розповідати своїм батькам про його секрет, лише те, що він пітон, кажучи, що він прийде вночі, щоб бути з нею.
Однак батьки дівчини чують деякі голоси в кімнаті своєї дочки і йдуть розслідувати, знайшовши великого пітона, згорнута навколо їх дочки. Пітон відходить, і дівчина розповідає їм усе, включаючи обіцянку зберегти свою таємну ідентичність. Наступної ночі бог дерева повертається, щоб знову бути зі своєю дружиною в людській формі, а її батьки шпигують за їхньою зустріччю. Вони також переживають, що бог дерева повернеться до своєї форми пітона. Наступного ранку бог дерева каже дівчині, яку батьки повинні копати в певному місці, наповнене скарбами: золото та срібло, коштовності та посуд. Сім'я дівчинки робить так, якою була інструкція і стає багатою.
В іншому селі інша сім'я дізнається про щастя божої дівчини та заздрить їм, оскільки бог дерева дав їм засоби купувати велику рогату худобу та слуг. Дружина розповідає чоловікові, що бог дерева у формі пітона був тим, хто забезпечив їм багатство, і просить чоловіка знайти свою дочку подружжя змій, оскільки вона знає, що в лісі Пітон охороняє скарб. Чоловік наступного дня йде до лісу і знаходить згорнуту змію на невеликому пагорбі, на яку історія говорить, що навколо себе згорнуто. Чоловік приносить змію додому і ставиться до цього як зять, одружуючись з твариною дочку на великому бенкеті. Сусіди чоловіка помічають дурість його вчинку, але він продовжує його в будь-який час.
У шлюбну ніч змій, який є справжнім звіром, прокидається і обвивається навколо дівчини. Він починає пожирати її шматок за шматком: спочатку коліна, потім поперек, аж до шиї і нарешті голову. Дівчинка намагається попередити про це матір, але жінка відкидає благання доньки, аж поки голос доньки більше не чути, і вона йде досліджувати: дівчинку проковтнули цілком, а жінка кричить від жаху. Її чоловік насторожений криками та виявляє, що його дочку проковтнули цілком. За допомогою інших селян він ловить дикого пітона і звільняє її з черева змії. Дівчина справді врятована від жорстокої долі, але її тіло вкрите слизом і неприємним запахом. Її родина та її село намагаються змити слиз, але він залишився приклеєним до її тіла. Принижена всіма випробуваннями, вона бере з собою чайник і вирішує стрибнути в море. Тоді дівчина стає фсотом, у перекладі Тьєррі (іравадійський дельфін), або Сіреніою у перекладі Гаудеса.

## Аналіз

### Казковий тип
Казка класифікується в міжнародному індексі Аарне-Томпсона-Утера як AaTh 433C, «Чоловік-змій і ревнива дівчина», підтип типу AaTh 433, «Принц як змій». У цьому казковому типі дівчина виходить заміж за змія, який дарує їй коштовності та прикраси та стає людиною після спалення його зміїної шкіри; інша дівчина намагається імітувати справжню змію з катастрофічними та летальними наслідками.
Однак у власному перегляді покажчика народних типів, опублікованому в 2004 році, німецький фольклорист Ганс-Йорг Утер включив типи AaTh 433 («Принц як змій»), AaTh 433A («Змій несе принцесу до свого замку») і AaTh 433C під новим типом: ATU 433B, «Король Ліндворм>».

### Мотиви

#### Зміїне дерево
Професор Стюарт Блекберн заявив, що деякі варіанти Південно-Східної Азії містять мотив фруктового дерева, яке належить змії, плоди якої хочуть або сестри, або їхня мати. Зокрема, він трапляється в центральній частині штату Аруначал-Прадеш, а також серед людей куконг і нусу в Юньнані. За словами Гаудеса, священне фігове дерево з казки належить до виду Ficus religiosa.

#### Морський ссавець
Гаудес переклав змієподібну тварину як «пітон», а не як «удав», що з'являється в перекладі Захера, оскільки, за його словами, пітон походить із Південно-Східної Азії. Що стосується морського ссавця, хоча в тексті Захера його назва звучить як «дельфін», він вирішив перекласти його як «Sirene» (ламантин). Тьєррі стверджує, що у своїх примітках до історії Dictionnaire Guesdon визначає phsot як тип китоподібних, що мешкає в Камбоджі, хоча вона припускала, що вид, описаний у казці, був дюгонем.

#### Інші мотиви
Тип 433C також містить мотив J2415.7 «Змія для справжньої дочки. Пасербиця, одружена зі змією, виглядає прикрашеною коштовностями. Мачуха бажає, щоб змія була придбана для її дочки. Натомість її проковтнули».

### Інтерпретації
Рут Захер стверджувала, що казка поєднує буддистські вчення з анімістичними та шаманськими ідеями, щоб дати урок проти матеріальної жадібності.

## Варіанти
У своєму перегляді індексу типів казок 1961 року американський фольклорист Стіт Томпсон вказав 5 варіантів типу, знайдених лише в Індії. Отже, робота Томпсона та Воррена Робертса «Типи індійських усних казок» пов'язує цей тип казок «виключно» з Південною Азією. Крім того, за словами професора Стюарта Блекберна, це «азіатська» версія історії про чоловіка-змію, а варіанти оповідання (дівчина виходить заміж за змію і їй пощастить; ревнива дівчина виходить заміж за іншу змію та гине) повідомляють в Індії (в Нагаленді та Ассамі), Південно-Східній Азії, Китаї та серед носіїв тибето-бірманської мови в центральному Аруначал-Прадеші та розширеному регіоні Східні Гімалаї (наприклад, народ апатані, народ ньїші, народ тагін, народ гаро та народ лісу). Тайванські вчені також знаходять варіанти підтипу 433C у Камбоджі та Індонезії.

### Походження Дюгоня
Французький етнолог Евелін Поре-Масперо зібрала іншу версію казки від інформатора на ім'я Хім із села Пішеї. У цій казці під назвою L'origine du dugong («Походження дюгоня») дівчина виходить заміж за нака, знаходячи багатого і красивого чоловіка, а іншу дівчину її мати змушує вийти заміж за пітона. Вночі пітон пожирає другу дівчинку, але її рятують з його черева. Однак дівчина покривається слизом, стрибає в річку і стає землянкою.